# Seheil
Seheil je malý ostrov nacházející se v Egyptě na řece Nil. Dříve byl součástí starověké Núbie. Nacházel se zde žulový lom, který byl využíván v éře starověkého Egypta. Dnes jsou na ostrově archeologická naleziště, přičemž hlavní památkou je chrám zasvěcený bohyni Nilu Anuket.